# Línea 514 (Almirante Brown)
La línea 514 es una línea de colectivos del Partido de Almirante Brown, Buenos Aires. Une las localidades de Barrio Lindo, Malvinas Argentinas, Burzaco, Adrogué y San Francisco Solano con distintos barrios del partido.
Sus servicios eran prestados por una UTE conformada por las empresas Transportes Larrazábal C.I.S.A y Autobuses Buenos Aires S.R.L hasta el 2023, ya que actualmente su operadora es Micro Ómnibus Avenida S. A, también perteneciente al Grupo DOTA. 
Hasta abril de 2018, esta línea fue concesionada por el Expreso Arseno S.R.L., luego de 30 años ininterrumpidos sin licitación alguna.

## Recorridos

### Ramal A (Cartel blanco) – Barrio Lindo x Adrogué - Carlan x Claypole
Desde Pasteur y Rodríguez Peña por Rodríguez Peña - Álamo - Gral Madariaga - Av Pedro Suárez - Guatambu - Jose Serrano - Soler - Pino - Av. Hipólito Yrigoyen - Av. Amenedo - Benigno Macias - Somellera (Estación Adrogué) - Rosales - Av. Tomás Espora - Diagonal Alte. Brown - Erezcano - Corea - Alsina - Av. República Argentina - Av. Gob. Monteverde - Av. Eva Perón - Río Quinto - Río Diamante - Manuel Araujo - Humahuaca - Virrey Loreto - Blas Parera - Gob. Monteverde - Esquiú - Aristóbulo del Valle - Av. 17 de Octubre - Billinghurst - Torres - retomando por Av. 17 de Octubre (Estación Claypole), siguiendo luego por esta misma avenida - Av. Lacaze - Begonia - Gob. 
Monteverde - Calle 441 - La Tranquera - El Indio - Gob. Monteverde - Av. 24 (Lirio) - El Cóndor - Av. San Martín hasta Predio Carlan ubicado entre El Mirlo y Santa Ana.

### Ramal B (Cartel rojo) – Barrio Lindo x Burzaco (o cartel Burzaco x Adrogué) – Carlan x Solano 844
Desde Macedonio Rodríguez por Rodríguez Peña - José Serrano - Ceibo - Macedonio Rodríguez - Gral. Madariaga - Polonia - Acacia - Retiro - Luis María Drago - E. Díaz Vélez - Moreno - Moyano - Av. Alte. Seguí - Guatambu - José Serrano - Pedro Echagüe - Juan Manuel Prieto - Bradley - Prieto - Juan Carlos Castagnino - Sto. Domingo - Pueyrredón - Eva Duarte de Perón - Ituzaingó - Eugenio Burzaco - Int. C. Amenedo - Alsina - Estación Burzaco - Roca - Manuel Quintana - Moreno -Ituzaingó - Arenales - Av. Hipólito Yrigoyen - Gral. Paz - De kay - Jorge - Valentín Alsina - Tomás Nother - Nicolás Avellaneda - Francisco Seguí - Rodríguez - Amenedo - Macias - González - Somellera (Estación Adrogué) - Rosales - Av. Tomás Espora - Jorge Santiago Bynnon -Diagonal Toll y Bernardet - Mitre - Melide  (Estación Jose Mármol) - Juan Thorne - Rosales - Roque Sáenz Peña - Jorge - Roque Sáenz Peña - Av. San Martín - Rafael Calzada (Estación Rafael Calzada) - Cervantes - Rafael Altamira - Av. San Martín (pasando por predio Carlan) - El Cóndor - Av. 24 (Lirio) - Humberto Primo - Charcas - Falucho - El Picaflor hasta Av. San Martin.

### Ramal Ruta 4 - Barrio Lindo
Desde Estación Burzaco por Roca-Quintana-Amenedo-Alcorta-Moreno-Alem-Asamblea-Eva Perón-Buenos Aires-Juan XXIII-Drago-Algarrobo-Ombu-Algarrobo-Madariaga-Álamo-Rodríguez Peña hasta Pasteur.
Fracionamientos.
Ramal A : Loma verde (cartel verde).
Est.Adrogué.
Est.Claypole.
Ramal B : Est.Burzaco.
Est.Adrogué.
Est.R.Calzada.
Ex Est.Solano.

### Sitios Web
1. www.almirantebrown.gov.ar/transporte
2. Imágenes/linea-514
3. /recorridos.linea=514&ciudad=Almirante+Brown

- Datos: Q17620914